# Juvenal Amarijo
Juvenal Amarijo (Santa Vitória do Palmar, 1923. november 27. – Salvador, 2009. október 30.) brazil labdarúgóhátvéd.

## Pályafutása

### A válogatottban
Az 1950-es világbajnokságon hat mérkőzésen lépett pályára.
Összesen 22 alkalommal játszott a brazil válogatottban, és 1 gólt szerzett. 